# Yalata Mission Airport
Yalata Mission Airport är en flygplats i Australien. Den ligger i delstaten South Australia, omkring 740 kilometer nordväst om delstatshuvudstaden Adelaide.
Trakten runt Yalata Mission Airport är nära nog obefolkad, med mindre än två invånare per kvadratkilometer.. Närmaste större samhälle är Yalata, nära Yalata Mission Airport.
Omgivningarna runt Yalata Mission Airport är i huvudsak ett öppet busklandskap. Genomsnittlig årsnederbörd är 307 millimeter. Den regnigaste månaden är februari, med i genomsnitt 65 mm nederbörd, och den torraste är oktober, med 4 mm nederbörd.